# 苏河清
苏河清（1921年—），男，祖籍广东珠海，生于香港，中国新闻纪录电影摄影师，曾任中国电影家协会理事。

## 家庭
父亲苏兆征。